# Micron Technology

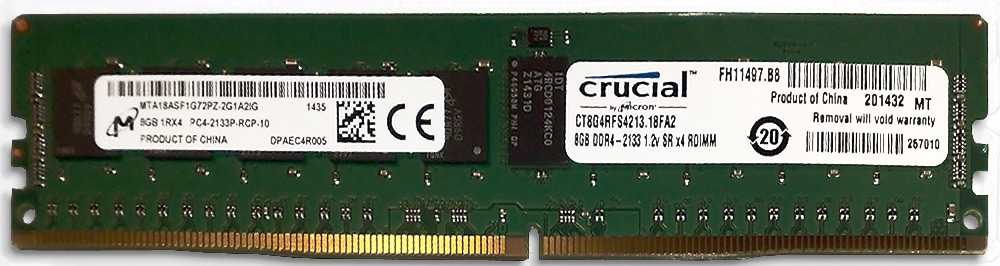
DDR4 RDIMM apresentando o logotipo da Micron (extrema esquerda) e o logotipo Crucial (centro à direita).

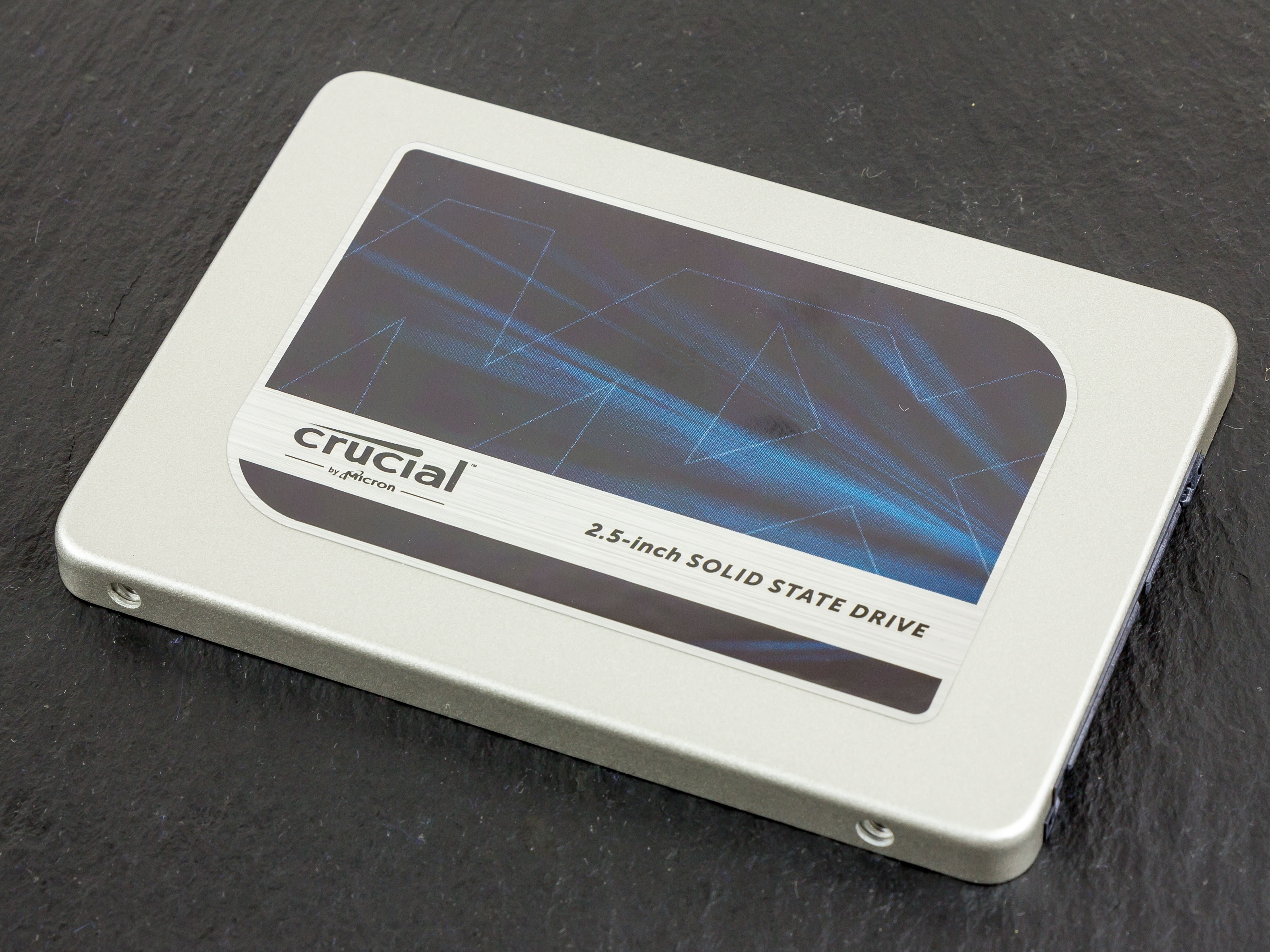
Unidade de estado sólido de 525GB da marca Crucial.

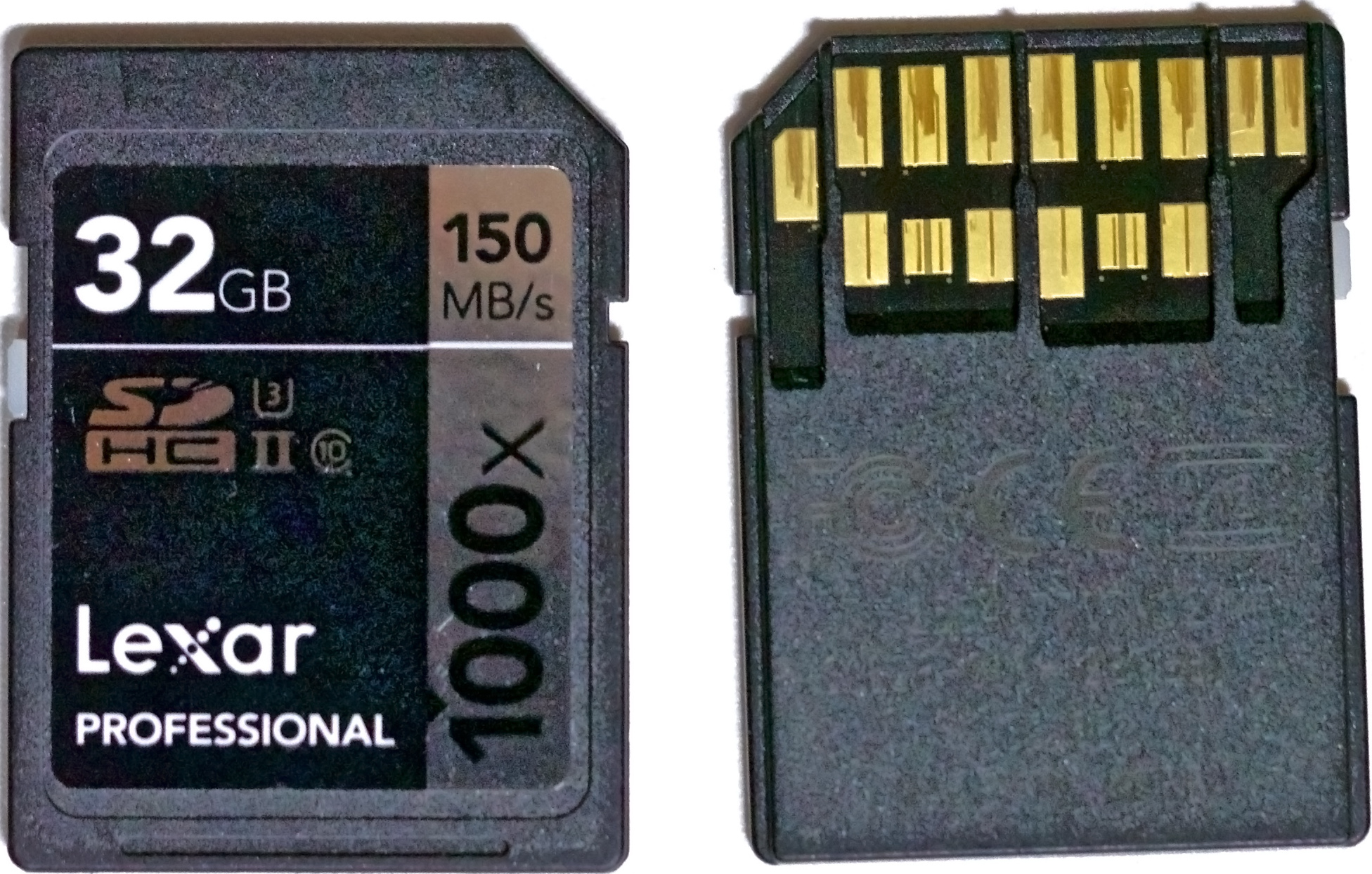
Cartão de memória Lexar SDXC UHS-II (frente e verso) fabricado enquanto a empresa era propriedade da Micron.

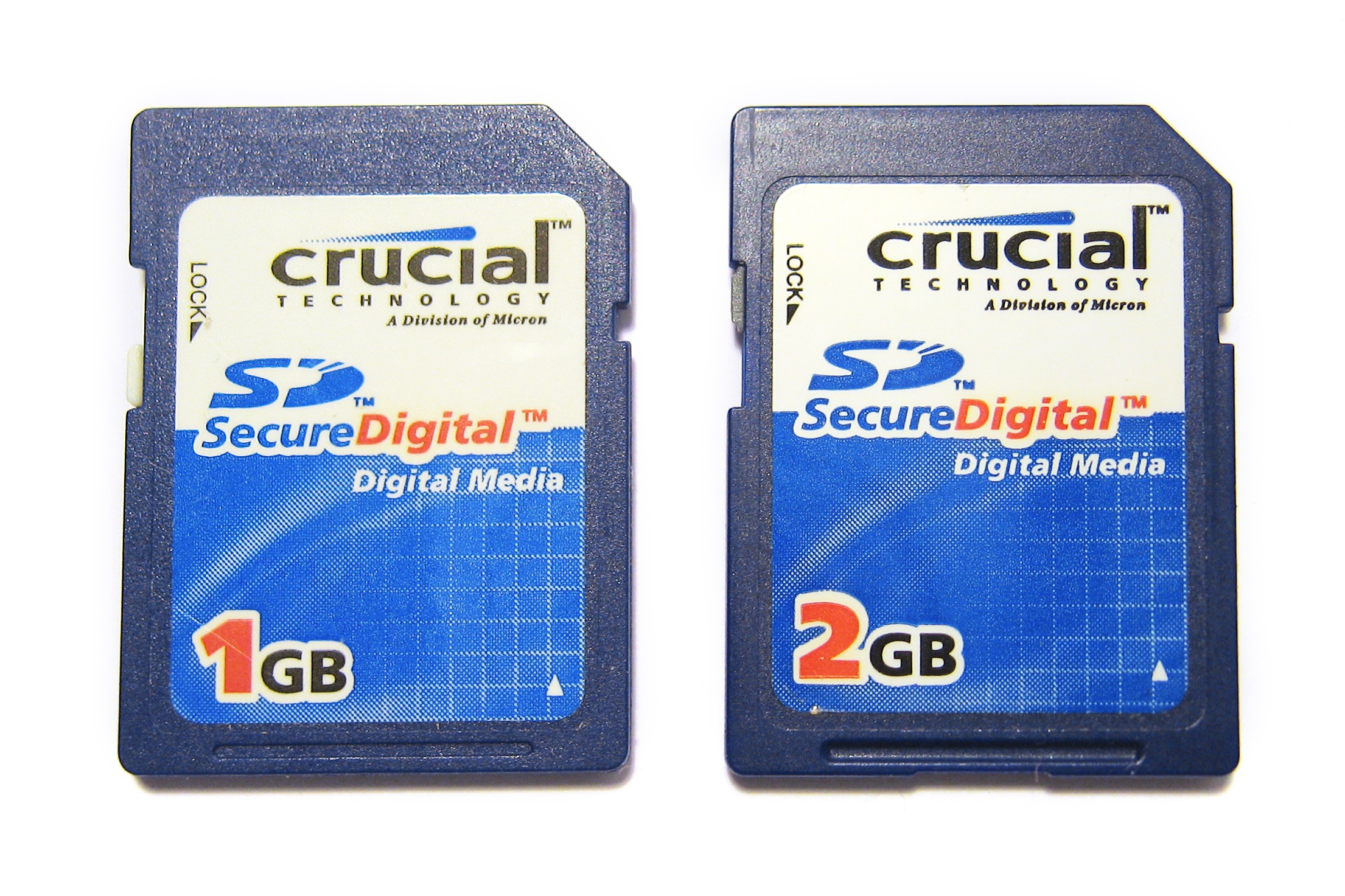
Cartões de memória SD da marca Crucial em 2007.

Micron Technology é um produtor americano de memória de computador e armazenamento de dados de computador, incluindo memória dinâmica de acesso aleatório, memória flash e unidades flash USB. Ela está sediada em Boise, Idaho. Seus produtos de consumo são comercializados sob as marcas Crucial e Ballistix. A Micron e a Intel criaram juntas IM Flash Technologies, que produzem memória flash NAND. Foi proprietária da Lexar entre 2006 e 2017.

## História

### 1978-1999
A Micron foi fundada em Boise, Idaho, em 1978 por Ward Parkinson, Joe Parkinson, Dennis Wilson e Doug Pitman como uma empresa de consultoria de designde semicondutores. O financiamento inicial foi fornecido pelos empresários locais de Idago, Tom Nicholson, Allen Noble, Rudolph Nelson e Ron Yanke. Posteriormente, recebeu financiamento do bilionário Idaho JR Simplot, cuja fortuna foi feita no negócio da batata. Em 1981, a empresa mudou da consultoria para a fabricação com a conclusão de sua primeira unidade de fabricação de wafer ("Fab 1"), produzindo chips DRAM de 64K.
Em 1984, a empresa abriu o capital.
Em 1994, o fundador Joe Parkinson se aposentou como CEO e Steve Appleton assumiu como presidente do conselho, presidente e CEO.
Uma fusão de 3 vias em 1996 entre ZEOS International, Micron Computer e Micron Custom Manufacturing Services (MCMS) aumentou o tamanho e o escopo da empresa; isso foi seguido rapidamente com a aquisição da NetFrame Systems em 1997, em uma tentativa de entrar na indústria de servidores de médio porte.

### 2000-presente
Em 2000, Gurtej Singh Sandhu e Trung T. Doan da Micron iniciaram o desenvolvimento de filmes high-k de deposição de camada atômica para dispositivos de memória DRAM. Isso ajudou a impulsionar a implementação econômica de semicondutor de memória, começando com DRAM de nó de 90 nm. O padrão duplo de pitch também foi pioneiro por Gurtej Singh Sandhu na Micron durante os anos 2000, levando ao desenvolvimento de memória flash NAND de classe 30 nm e, desde então, foi amplamente adotado por fabricantes de flash NAND e memória RAM no mundo todo.
A Micron e a Intel criaram uma joint venture em 2005, com base em IM Flash Technologies em Lehi, Utah. As duas empresas formaram outra joint venture em 2011, IM Flash Singapore, em Singapura. Em 2012, a Micron tornou-se proprietária exclusiva desta segunda joint venture.[carece de fontes?]
Em 2006, a Micron adquiriu a Lexar, fabricante americana de produtos de mídia digital.
A empresa mudou novamente de liderança em junho de 2007, com o COO Mark Durcan se tornando presidente.
Em 2008, a Micron converteu a fábrica de chips Avezzano, anteriormente uma fábrica de DRAM da Texas Instruments, em uma instalação de produção para sensores de imagem CMOS vendidos pela Aptina Imaging.
Em 2008, a Micron desmembrou Aptina Imaging, que foi adquirida pela ON Semiconductor em 2014. A micron manteve uma participação na cisão. A empresa principal sofreu contratempos, no entanto exigindo demissões de 15 por cento de sua força de trabalho em outubro de 2008, período durante o qual a empresa também anunciou a compra da participação de 35,6% da Qimonda na Inotera Memories por 400 milhões de dólares. A tendência de demissões e aquisições continuou em 2009 com a demissão de 2.000 funcionários adicionais, e a aquisição da empresa de microdisplay FLCOS Displaytech. A Micron concordou em comprar a Numonyx, fabricante de chips flash, por US$ 1,27 bilhão em ações em fevereiro de 2010.
Em 3 de fevereiro de 2012, o CEO, Steve Appleton, morreu em um pequeno acidente de avião da Lancair em Boise, Idaho. Mark Durcan substituiu Appleton como o CEO logo em seguida, eliminando seu antigo título de presidente.
Em 2013, a fábrica de chips Avezzano foi vendida para a LFoundry.
No período de 2012-2014, a Micro novamente passou por um ciclo de aquisição-dispensa, tornando-se o acionista majoritário da Inotera Memories, adquirindo a Elpida Memory por US$ 2 bilhões e as ações restantes na Rexchip, uma empresa de fabricação de chips de memória para PC entre a Powerchip e Elpida Memory por $ 334 milhões, ao anunciar planos para demitir aproximadamente 3.000 trabalhadores. Por meio da aquisição da Elpida, a Micron se tornou a principal fornecedora da Apple para iPhone e iPad.
Em dezembro de 2016, a Micron concluiu a aquisição dos 67% restantes da Inotera, tornando-a uma subsidiária 100% da Micron.
Em abril de 2017, a Micron anunciou Sanjay Mehrotra como novo presidente e CEO para substituir Mark Durcan.
Em junho de 2017, a Micron anunciou que estava desecontinuando o negócio de armazenamento de mídia removível de varejo da Lexar e colocando alguns ou todos à venda. Em agosto daquele ano, a marca Lexar foi adquirida pela Longsys, uma empresa de memória flash com sede em Shenzhen, China.
Em 5 de dezembro de 2017, a Micron processou os rivais United Microelectronics Corporation e Fujian Jinhua Integrated Circuit Co. (JHICC) no Tribunal Distrital dos Estados Unidos para o Distrito Norte da Califórnia, alegando violação de suas patentes de DRAM e direitos de propriedade intelectual.
Em maio de 2018, a Micron Technology e a Intel lançaram a memória QLC NAND para aumentar a densidade de armazenamento. A empresa ficou em 150º na lista do Fortune 500 das maiores corporações dos Estados Unidos em receita.
Em fevereiro de 2019, o primeiro cartão microSD com capacidade de armazenamento de 1 terabyte (TB) foi anunciado pela Micron.
Em março de 2021, 3,84TB Micron 5210 Ion era o SSD de grande capacidade mais barato do mundo.
Em setembro de 2020, a empresa apresentou a solução de memória gráfica discreta mais rápida do mundo. Trabalhando com a líder em tecnologia de computação NVIDIA, a Micron estreou o GDDR6X nas novas unidades de processamento gráfico (GPUs) NVIDIA® GeForce RTX™ 3090 e GeForce RTX 3080.
Em novembro de 2020, a empresa lançou um novo chip NAND 3D de 176 camadas. Ele oferece latência de leitura e gravação aprimorada e está programado para ser usado na produção de uma nova geração de drivers de estado sólido.
A partir de 2021, a Micron deverá vender sua fábrica de chips Lehi, Utah para a Texas Instruments.

## Ligrações externas
- «Página oficial»
- Crucial.com por Micron - vendas ao consumidor de memória Micron